# Domingo Medrano
Domingo Medrano Balda (Villanueva, 16 de diciembre de 1917-Madrid, 15 de abril de 1980) fue un periodista y escritor español.

## Biografía
Nacido en la localidad navarra de Villanueva, se licenció en derecho y llegó a ser maestro industrial de Artes Gráficas. Fue uno de los fundadores del diario pamplonica Arriba España, al comienzo de la Guerra civil. Durante la dictadura franquista llegaría a ser director de los diarios Baleares, La Mañana, y Diario Español, todos ellos pertenecientes a la cadena de prensa del «Movimiento». También fue secretario técnico de la Federación de Asociaciones de la Prensa de España.

## Obras
- —— (1946). Ibiza, paraíso del Mediterráneo. Palma de Mallorca.
- —— (1958). Este muerto es un pelmazo. Madrid: Editorial Taurus.
- —— (1959). Su Excelencia el Presidente.  Barcelona: Editorial Pentágono.